# Liste des cours d'eau de l'Amazonas
Liste des principaux cours d'eau de l'État d'Amazonas, au Brésil.
- Rio Amazonas

- Rio Canumã

- Rio Içá

- Rio Japurá
- Rio Jari
- Rio Juruá
- Rio Jutaí

- Rio Madeira

- Rio Negro

- Rio Purus

- Rio Roosevelt

- Rio Solimões

- Rio Uaupés

Pour connaître les affluents du Rio Amazonas, voir l'article sur l'Amazone.